# 新工黨

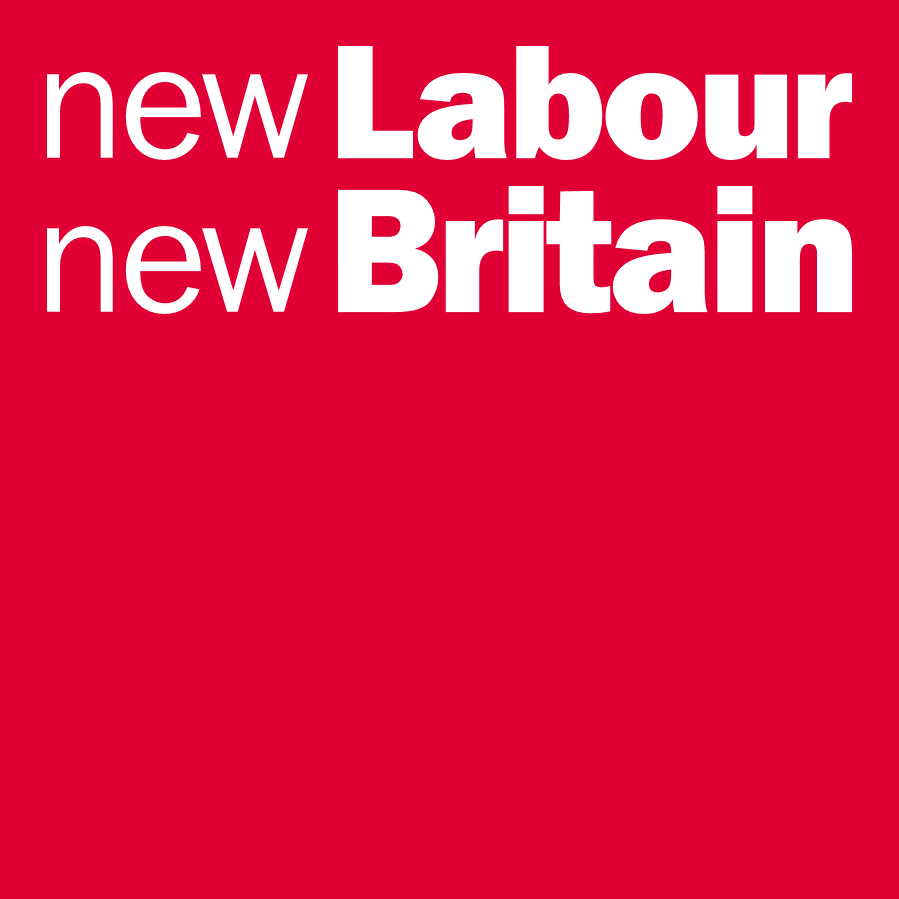
新工党标志

新工党是指英国工党20世纪90年代中期至2010年由托尼·布莱尔及戈登·布朗领导的一段历史时期。这个名字来源于工党在1994年年会上首次使用的口号，后来在1996年出版的竞选宣言草案《新工党，英国新生》中出现，用于标榜工党的改革形象，当时工党刚修改了其党章的第四条，接纳了市场经济。1997至2010年工党执政时该词汇被广泛使用。新工党受到前外交大臣安东尼·克罗斯兰的政治思想、布莱尔和布朗的实际运作以及彼得·曼德尔森和阿拉斯泰尔·坎贝尔的媒体宣传的共同影响，社会学家安东尼·纪登斯的第三条道路理论是新工党的政治哲学基础，这是一种试图综合资本主义和社会主义的政治理念。新工党强调社会公正（而非平等）的重要性，强调机会均等的必要性，相信利用自由市场可实现经济效益和社会公正。
宣扬“新工党”标签是为了重新赢得选民的信任，把党的现代化形象传递给公众。在尼尔·基诺克和约翰·史密斯的领导下，党试图以“新工党”标签扩大自己在选举中的吸引力，1997年大选，工党在上层阶级和中产阶级中的支持度显著提高，有力地保障了党获得压倒性胜利。工党在2001年大选中获到了更广泛的支持，2005年工党史无前例的连续赢得第三次大选的胜利。

## 历史

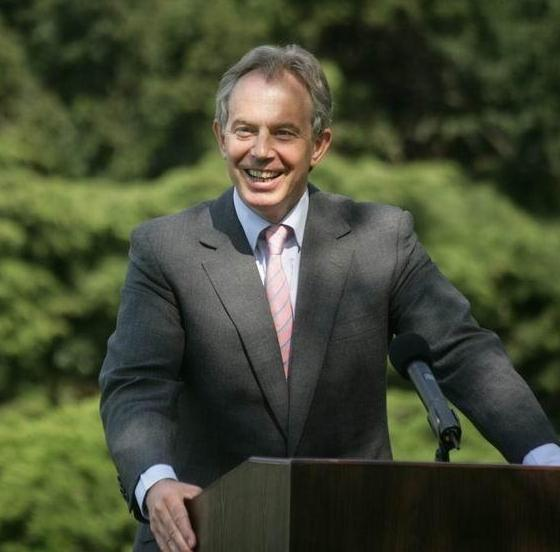
新工党核心托尼·布莱尔首相，2007年4月摄于波兰

托尼·布莱尔于1983年大选中首次当选国会议员，选区在达勒姆郡的塞奇菲尔德，1988年11月时任工党领袖尼尔·基诺克提拔他进入影子内阁担任影子能源大臣，1992年7月由约翰·史密斯提拔为影子内政大臣。1994年以57%的总得票率击败约翰·普雷斯科特和玛格丽特·贝克特当选工党领袖。
戈登·布朗亦为1983年首次当选的国会议员，选区在法夫的东邓弗姆林，晋升速度一直快于布莱尔，1987年任影子财政部首席秘书，1989年任影子贸易和工业大臣，1992年任影子财政大臣。1994年史密斯去世，布朗是其继任者的热门人选，不过布朗与布莱尔达成政治交易，不角逐党领袖，工党上台后一直担任财政大臣，2007年接替布莱尔任首相。2017年这一政治交易由布莱尔本人证实。
“新工党”一词是布莱尔在1994年10月工党年度大会上发表的讲话中提出，以竞选口号“新工党，新英国”的方式使用。布莱尔演讲中还宣布修改党章第四条，放弃工党对于国有化的执念转而接纳市场经济。新版的第四条款平衡了市场和公有制、财富创造和社会公正之间的关系。1997年，18年保守党执政后，新工党在大选中获得了胜利，赢得了418个下院议席，这是党史上最大的胜利。工党也在2001年和2005年获得胜利，布莱尔成为任职时间最长的工党籍首相，也是该党首位连续三次赢得大选的领袖。事实上，他是自1974年哈罗德·威尔逊后第一位赢得大选的工党领袖。
1997年大选胜利后数月，工党政府在苏格兰和威尔士举行了有关权力下放的公民投票。工党在苏格兰有明显的多数支持权力下放，在威尔士的优势则较小。1998年英国国会通过法律，建立了苏格兰议会和威尔士议会，1999年举行了首次选举。布莱尔提出尝试通过建立地区议会和政府来继续北爱尔兰和平的谈判。1998年签署了《耶稣受难日协议》，建立了有108人组成的北爱尔兰议会，并就民族主义者和联合主义者之间的权力分享进行了安排。布莱尔亲自参与了谈判。
1998年美国对阿富汗和苏丹发动报复性的无限延伸行动，布莱尔发表声明支持美国的行动；2001年阿富汗战争时布莱尔亦对美国施以军事协助。2003年3月，工党政府担心萨达姆·侯赛因涉嫌使用大规模杀伤性武器，参加了美国领导的入侵伊拉克行动。英国在伊拉克的干涉引发公众的抗议。2002年10月和2003年春爆发了40万人的抗议示威活动。2003年2月15日，有超过一百万人反对伊拉克战争，六万人在工党年度大会前聚集在曼彻斯特，反对英国占领阿富汗和即将发动的入侵伊拉克行动。
2004年布莱尔宣布，如果他赢得2005年大选，将不会寻求第四次任期。2007年6月布莱尔辞职，当年工党年会上布朗继任。布朗最初受到广泛的公众支持，提前大选的计划沸反盈天，但从未得以实施。2008年2月18日，财政大臣阿利斯泰尔·达林宣布破产的北岩银行将被暂时国有化，以贷款和抵押来偿还500亿英镑。去年美国次贷款危机使得该行财务状况不稳定，私人买主不愿接手该行。
2010年英国大选出现悬浮国会，工党保住了258个席位，比2005年大选减少了91个。戈登·布朗未能与自由民主党达成联合协议，宣布于5月10日辞去党领袖职务，并于次日辞去英国首相一职。不久后，戴维·卡梅伦和尼克·克莱格宣布成立保守党与自由民主党联合政府；卡梅伦为首相，克莱格为副首相，内阁由十八名保守党大臣和五名自由民主党大臣组成。前外交大臣戴维·米利班德在宣布竞选工党领袖时表示，新工党时代已经结束，在2010年9月1日布莱尔的回忆录出版后，另一位领袖候选人爱德·米利班德说：“我认为是时候从托尼·布莱尔、戈登·布朗和彼得·曼德尔森处继续前进，从新工党反对改革的当权派处继续前进，而我是这次选举中最可以翻开崭新篇章的候选人。我想坦率地说，大部分公民都希望我们翻篇了。”更能获得工会选民支持的爱德•米利班德赢得了领袖选举。2011年7月布莱尔在演讲中表示新工党在自己离职后就已死了，并称2007年后工党失去了“执政的节奏”。

## 政治品牌

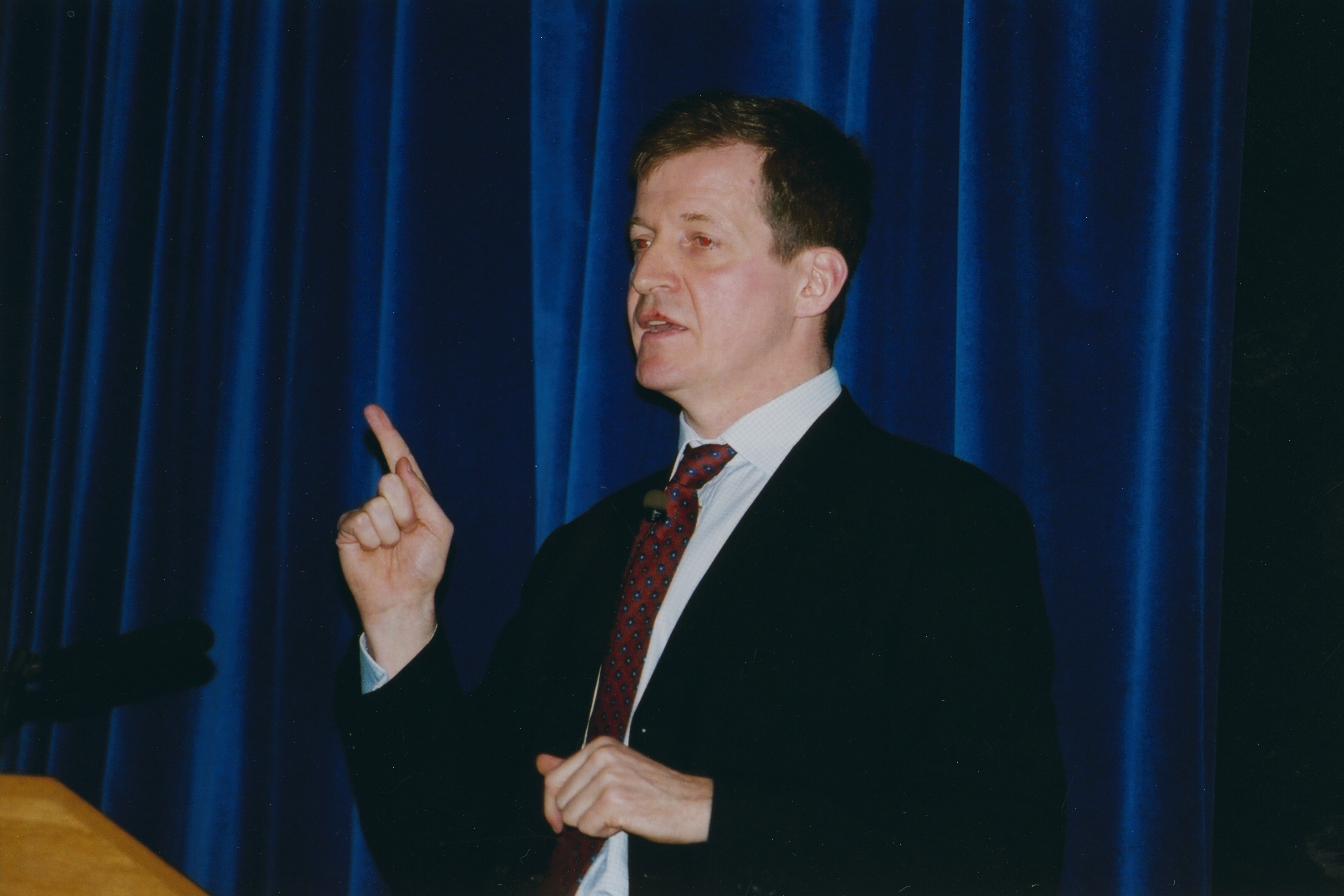
阿拉斯泰尔·坎贝尔是新工党媒体形象工作的核心

新工党概念建立后，被发展成为一种政治品牌，对1994年之前“老工党”的背离，因经常违背竞选承诺而被工会分子、国家主义者和福利国家受益者所批评。1994年之前，连续两任工党领袖基诺克和史密斯开始努力实施使党现代化以赢得大选的战略。但史密斯“再一次激动起来（有时是贬义）”的方法被现代化支持者布莱尔、布朗和曼德尔森视为过于胆小。这些人认为，史密斯的谨慎是为了避免争议，并利用保守党政府的不受欢迎来赢得下一次大选，而这是不够的。
新工党也被用于继续使工党品牌现代化，把党的现代化形象传递给公众；党也开始用焦点小组来检验他们的政策思想是否对摇摆选民有吸引力。其目的是向公众保证，工党将提供新的治国方式，抵消人们因过去党执政使国家陷入动荡而对党产生的担忧。
党执政期间，唐宁街新闻秘书阿拉斯泰尔·坎贝尔设立了负责协调政府沟通工作的集中组织，并加强对大臣们统一口径的管治。布朗的新闻官查理•惠兰经常与坎贝尔发生冲突，因为前者常常通过自己的方式向媒体发表言论而不受后者节制；这一情况直至1999年惠兰辞职方告终结。坎贝尔采取了使所传达信息清晰明了的专业公关方式，党提前将这些信息精心处理，以确保媒体的积极反应。坎贝尔因其新闻经验、一丝不苟和金句不断而闻名。他与新闻集团建立了良好关系，向该集团旗下报纸喂料以换取媒体的正面报道。
2002年工党策略顾问菲利普·古尔德写信给党领袖称，由于众所周知的没有信念、缺乏诚信，新工党的品牌已被污染，变为批评和嘲笑的对象。党内纷争和应对乖方也弱化了该品牌的吸引力。布莱尔首相肯定了古尔德的评估。他认为，政府需要花更多的时间来处理国内事务，制定统一战略和“引人注目的政策倡议”，还表示要在外交上更加自信。

## 选举助力
工党在基诺克领导下尝试突破狭隘的社会分层获得更大支持。布莱尔执掌工党后，党在上层社会中取得了显着的成就，1997年大选中赢得了的39％的白领及以上阶层支持，刷新了党的成绩。年轻支持者的数量高于年长者，而性别差异并不明显。20世纪80年代，工党退守中北部工业区的大本营，1997年时在南部地区斩获颇丰。
2001年和2005年大选，工党维持了1997年赢得的大部分中产阶级的支持。2005年，工党的支持率远低于前两次大选，社会史学家戴维·鲁宾斯坦认为这是选民对伊拉克战争和布莱尔本人的愤怒。
斯特拉斯克莱德大学的杰弗里·埃文斯、约翰·柯蒂斯和皮帕·诺里斯三位教授发表了关于1997年大选中策略性投票发生率的论文。他们的研究表明，当时策略性投票增加了；反保守党的票剧增，反工党票则减少。政治评论家尼尔·劳森和乔·考克斯写道，策略性投票帮助新工党在1997、2001和2005年获得多数，并认为由于公众反对保守党而使工党获胜。工党胜利后宣布“新工党获胜新工党执政”，但考克斯和劳森挑战这一观点，指出工党获胜是因为选民厌恶保守党。

## 关键人物
安东尼·克罗斯兰
前外交大臣安东尼·克罗斯兰的战后社会主义修正主义包含了日后新工党的基本原则。克兰斯兰德强调，工党不应仅关注于国有化和社会福利，还应试图改革教育，化解财富不平等，以及建设更好的劳资关系。其著作《社会主义的未来》强调社会主义是道德的，应该追求自由、人情味、社会正义和平等。这就要求通过累进税进行财富再分配，废除党章第四条关于生产资料公有制的内容。克斯兰德还提出，教育改革应具有更大的平等主义，建议废除升学考试。
托尼·布莱尔
1994年的领袖选举之后，布莱尔成为工党领袖，在当年10月党的年度代表大会上创造了“新工党”。布莱尔奉行“第三条道路”的理念，试图利用公私营部门刺激经济增长，放弃工党国有化的承诺。布莱尔的政府方针包括更多地依靠媒体，用它而非威斯敏斯特来制定国家政策议程。他花了相当多的资源保持良好的公众形象，有时对此的重视优先于内阁。布莱尔采取了统一的政治议程：内阁大臣担负本部门的管理责任；战略布局则由首相负责。布莱尔认为，在意识形态上，个人只有在强大的社会中才能蓬勃发展，而这在失业状态中是不可能的。
戈登·布朗
戈登·布朗是布莱尔工党政府中的重要人物，在发展党的哲学方面发挥关键作用。布朗从1992年到1997年担任影子财政大臣，1997年获得工党大选胜利后被任命为财政大臣。他试图控制公共开支，并增加教育和医疗开支。他的经济战略是以市场为基础的，试图通过针对贫困工作家庭的税收减免计划来改革福利国家，并将调控利率的责任交给英格兰银行。
彼得·曼德尔森
1985年，彼得·曼德尔森被任命为工党的通讯主任；此前，他从事电视广播工作。他帮助党在沟通方面变得越来越有效，更关心其媒体形象，特别是与无党派人士的关系。曼德尔森领导了成立于1985年的竞选和通讯局，并创设影子通讯机构。他监督工党与媒体的关系，并笃信新闻界议程设置的重要性。他觉得新闻议程（特别是主流大报）会影响重要的政治广播公司。工党执政后，曼德尔森被任命为不管部大臣来统筹各政府部门工作。1998年，因财务不当的指控，辞去内阁大臣职务。
阿拉斯泰尔·坎贝尔
阿拉斯泰尔·坎贝尔是工党的新闻秘书，制定了一项抵消新闻界的影响（这曾削弱了前工党领袖尼尔·基诺克）的战略，并为党找到盟友。在政府任职时，坎贝尔成立了战略传播小组，这个中央机构的责任是协调党与媒体关系，确保向媒体展现统一形象。由于他在小报从事新闻工作的背景，坎贝尔明白不同新闻媒体的不同封面故事的差别。他是记者们的重要消息源，因为他接近布莱尔 - 是首位定期参加内阁会议的新闻秘书。

## 政治哲学
新工党发展和赞成“第三条道路”，这是一种试图“超越资本主义和社会主义”的理念。意识形态的发展是为了使党进步，吸引更多政治光谱上的选民。新工党在高效率的新右派新自由主义自由市场经济学和与新工党关心的社会正义相吻合的1945年后工党伦理改革之间提供了一条中间路线。布莱尔受到了伦理社会主义和基督教社会主义的影响，以此塑造更为现代的社会主义。

### 社会正义
新工党倾向于强调社会正义，而非以往工党政府关注的平等，并质疑社会正义与经济效率相互排斥的观点。党降低了其对传统平等的依从性：最终标准和机会平等的地位被推到了结果平等之上。由约翰·史密斯设立的社会正义委员会《1994年报告》说，社会正义的价值观是：公民的平等价值，能够满足其基本需求的平等权利，对尽可能鱼跃鸢飞的机会的要求，以及消除不合理不平等的必要性。党把社会正义看作是给予公民平等的政治经济自由的前提，也是社会公民权的需要。亦包括了需要平等分配的机会，但警告不应把成功者的东西拿走给不成功者。

### 经济学
新工党接受了自由市场的经济效率，认为在维持资本主义效率的同时，可以超越资本主义达到社会主义的目的。市场在给予消费者权力及让公民作出自己的决定并采取负责任的行动方面是有用的。新工党接受了市场经济学，因为他们相信这样就使其社会目标与经济效率能够兼得。党不再相信公有制是有效的或是可取的；确保党在思想上不追求集中的公有制是那个时期重要的工作。执政后，党依靠公私合作和私人融资的举措筹集资金，减轻公众对于“税收和支出”政策或过度借贷的担忧。

### 福利
新工党在2001年竞选宣言中提出的福利改革包括工作家庭税收抵免、全国儿童保育战略和全国最低工资。在学术期刊《资本与阶级》发表的文章中评论人士克里斯·格罗弗认为，这些政策是针对促进就业提出的，而这一立场主导了新工党在福利问题上的立场。他认为新工党福利改革是“工作福利制”的观点，并认为在这种情况下，必须把社会政策与自由市场经济增长挂钩。他指出，新工党通过鼓励工作的计划巩固了该立场。

### 犯罪
新工党政治哲学将犯罪与社会排斥联系在一起，并推行政策鼓励社会和警察当局之间的合作来降低犯罪率。新工党政策的其他方面保持了对待犯罪的传统态度；2005年监狱服刑人员增加到76,000多人，主要是由于刑期增加。9·11事件发生后，工党政府试图注重反恐措施。从2002年起，政府采取了旨在减少反社会行为的政策；在《1998年犯罪与骚乱法》中，工党采用了反社会行动禁止令（ASBO）。

## 各界反应
工会积极分子和记者吉米·瑞德在2002年的《苏格兰人》撰文批评新工党没有促进或实现平等。他认为，新工党追求“有活力的市场经济”是延续自由市场经济运作的一种方式，它阻止了通过政府干预实现社会公正。里德认为，由克莱门特·艾德礼政府设立的社会议程被玛格丽特·撒切尔抛弃了，而新工党没有重拾旧履。他批评党未能遏制不平等的扩大，并认为新工党赢得选举的意图已经使党向右转。
2002年，“第三条道路”发展的关键人物，社会学家安东尼·吉登斯列举了新工党政府面临的问题，把政治化妆称为其最大失败，因为党的形象因此受到不可逆的伤害。他还质疑千禧穹顶计划的失败和工党对付不负责任企业的无力。当然吉登斯还指出了工党将保守党边缘化的能力，以及经济政策、福利和教育改革的某些方面是成功的。吉登斯批评了其称之为“中途宿舍”的工党施政，包括国民健康服务、以及环境和宪法改革。